# Timebelle

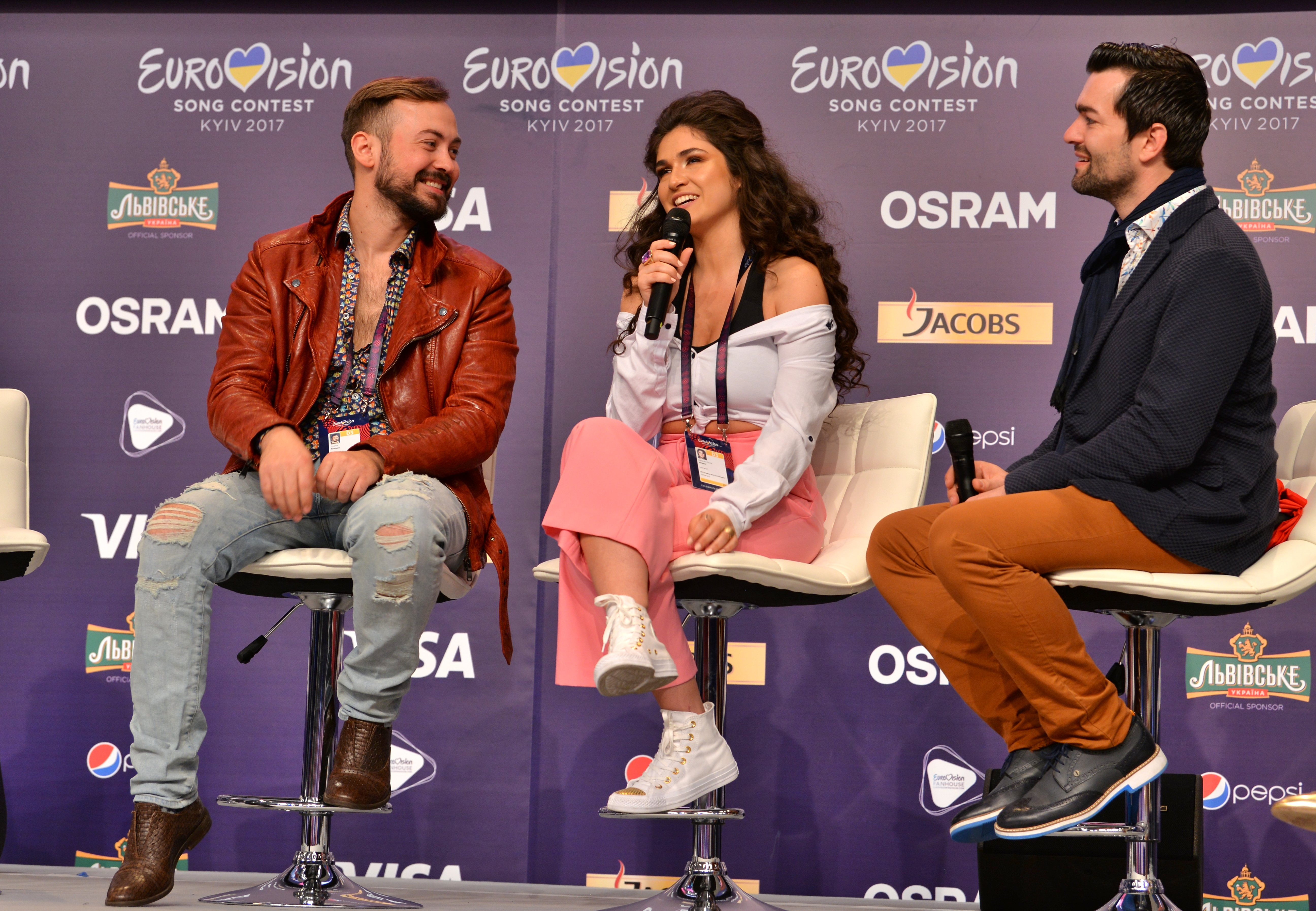
Timebelle em ano 2017

Timebelle é uma banda suíço-romena de Berna , atualmente composta pela vocalista Miruna Mănescu, o baterista Samuel Forster e o multi-instrumentista Emanuel Daniel Andrescu. Os membros anteriores incluem o acordeonista Rade Mijatović, o guitarrista Christoph Siegrist e o baixista Sándor Török. A banda foi formada como uma boyband de cinco membros, enquanto seus membros eram estudantes da Universidade de Berna. Pouco depois, Mănescu foi adicionado ao grupo como vocalista pelo produtor romeno Mihai Alexandru. O nome da banda é derivado do Zytglogge que é um dos principais pontos turísticos de Berna. Enquanto a banda foi formada e sediada na Suíça, seus membros vieram da Romênia, Hungria e Sérvia, além da Suíça.
A banda representou a Suíça no Festival Eurovisão da Canção 2017 com a música "Apolo" ficando em 12.º lugar na 2.ª Semi Final. Eles já tentaram representar a Suíça no Festival Eurovisão da Canção 2015 com a música "Singing About Love", mas falharam, ficando em segundo lugar na final nacional suíça.

## Membros

### Atualmente
- Miruna Mănescu (n. 14 de março de 1990) – vocalista (Roménia)
- Samuel Forster – bateria (Suíça)
- Emanuel Daniel Andriescu – saxofone, clarinete, piano (Roménia)

### Ex-membros
- Rade Mijatović – acordeão (Sérvia)
- Christoph Siegrist – guitarra (Suíça)
- Sándor Török – baixo (Hungria)

## Discografia
| Title     | Details                                                                       |
| --------- | ----------------------------------------------------------------------------- |
| Desperado | - Data: 10/ outubro/ 2015 - Label: Self-released - Formatos: digital download |

### Singles
| Título               | Ano  | Álbum            |
| -------------------- | ---- | ---------------- |
| "Singing About Love" | 2015 | Non-album single |
| "Desperado"          | 2015 | Desperado        |
| "Are You Ready?"     | 2015 | Desperado        |
| "Apollo"             | 2017 | Non-album single |